# Zuchtfortschritt
Unter Zuchtfortschritt versteht man den Unterschied der genetisch bedingten durchschnittlichen Leistung einer Population gegenüber der vorherigen Generation.
Bei der Züchtung wird Zuchtfortschritt dadurch erreicht, dass Individuen (Tiere, Pflanzen etc.) miteinander gekreuzt werden, die eine besondere Ausprägung bestimmter, wünschenswerter Eigenschaften haben. Diese Eigenschaften richten sich nach den Zuchtzielen (z. B. Milchleistung bei Kühen, Legeleistung bei Hühnern oder die Effizienz der N-Verwertung bei Gräsern). Zuchtziele können einander widersprechen (beispielsweise Muskelfleischanteil und Stressresistenz bei Schweinen), falls die entsprechenden Gene ungünstig gekoppelt sind.
Zuchtfortschritt wird dadurch erreicht, dass nur der Teil einer Population weitergezüchtet wird, deren Ausprägung eine Mindestabweichung vom Mittel der Population aufweist (=Selektionsintensität): Je schärfer selektiert wird, desto größer ist der Unterschied der mittleren Ausprägung der Eigenschaft der F1-Generation gegenüber der Elterngeneration, aber desto weniger Individuen stehen zur Weiterzucht zur Verfügung und daher verlängert sich auch das Generationsintervall – aus diesen beiden Größen ergibt sich somit der Zuchtfortschritt.
Für die Zucht ist es demnach zwingend erforderlich, dass die Ausprägung der gewünschten Eigenschaft eine möglichst hohe Varianz aufweist, um entsprechend genug Individuen zur Weiterzucht selektieren zu können (d. h. wenn alle gleich aussähen, wäre kein Zuchtfortschritt möglich).
Andererseits kommt es durch wiederholte Kreuzungen solcher Tiere mit den gewünschten Eigenschaften (theoretisch) zu zunehmender Inzuchtdepression, die sich unter anderem durch eine Verkleinerung des genetischen Pools der Population äußert, welche letztendlich die Varianz verkleinert. Daher kann es notwendig sein, durch Einsatz von zur Zucht eigentlich aufgrund der Merkmalsausprägung nicht geeigneten Individuen gegen die Zuchtziele zu verstoßen, um die Varianz der Merkmalsausprägung zu erhöhen.
Zur Zucht eignen sich besonders solche Eigenschaften, die eine hohe Heritabilität, das heißt Erblichkeit haben. Um Eigenschaften mit niedriger Erblichkeit zur Ausprägung zu bringen, wird meist Heterosis genutzt.
Siehe auch: Züchtung